# Val di Cornia (vino)
Val di Cornia è una DOC riservata ad alcuni vini la cui produzione è consentita nelle province di Livorno e Pisa.

## Zona di produzione
La zona di produzione comprende: in provincia di Pisa l'intero territorio del comune di Monteverdi Marittimo; in provincia di Livorno l'intero territorio dei comuni di Suvereto e Sassetta e parte dei comuni di Piombino, San Vincenzo e Campiglia Marittima.

## Storia
Già Plinio il Vecchio segnalava l'esistenza a Populonia di una vite talmente grande da averci scolpito il volto di Giove.
Nel XIV secolo la famiglia Della Gherardesca, feudataria locale, effettuò piantagioni di vigneti nelle aree di Campiglia Marittima, Sassetta e Suvereto. Un incremento più consistente ed esteso delle attività viticole ed enologiche si ebbe a partire dal XVII secolo, con la nascita dell'Accademia dei Georgofili e con lo smembramento del latifondo causato dalle eredità e dai fallimenti economici dei proprietari. Intorno al 1830 si ebbero le prime bonifiche, che portarono nuovi spazi agricoli, nuovi vigneti e cantine. 
Dagli archivi comunali si evincono alcuni dati sulla consistenza dei vigneti: nel 1834 la superficie vitata era di 530 ettari e  nel 1842 salì a 748 ettari. 
Le prime testimonianze di un certo valore culturale le abbiamo nel 1886 con la partecipazione di cinque produttori di Suvereto all'Esposizione Mondiale di Roma; sette anni dopo tre produttori di Campiglia partecipano alla mostra di Zurigo e nel 1907 alcuni produttori sono ad un concorso enologico sui vini di Toscana. Nel 1980 nasce la prima mostra dei vini della Val di Cornia.

## Tecniche di produzione
Nella coltivazione si devono seguire le metodologie tradizionali e le operazioni di cantina possono venire effettuate solo nei comuni su cui ricade la zona delimitata.
L'arricchimento dei mosti e dei vini è vietato per le tipologie di vino passito.
In etichetta è necessaria l'indicazione dell’annata per tutte le tipologie di vino.
I vini Val di Cornia DOC possono essere posti in commercio anche in contenitori alternativi al vetro costituiti in materiale plastico pluristrato di polietilene e cartone, ad eccezione delle tipologie "Sangiovese", "Cabernet Sauvignon", "Merlot", "Aleatico passito" e  "Ansonica passito" che devono venire imbottigliate in vetro e chiuse con tappo di sughero raso bocca;  per i passiti vige anche la limitazione della capacità a 0,75 litri.

## Disciplinare
Il Val di Cornia è stato istituito con DPR 25.11.1989 pubblicato sulla Gazzetta Ufficiale n. 164 del  16.07.1990
 Successivamente è stato modificato con 
- DM 21.02.2000 - GU 52 del 03.03.2000
- DM 18.11.2011 - GU 284 del 06.12.2011
- DM 30.11.2011 - G.U. 295 del 20.12.2011
- DM 12.07.2013 pubblicato sul sito ufficiale del Mipaaf
- La versione in vigore è stata approvata con D.M. 07.03.2014 pubblicato sul sito ufficiale del Mipaaf[1].

## Tipologie

### Bianco
| uvaggio                        | Vermentino bianco: 50% minimo; Trebbiano toscano, Ansonica, Viognier e Malvasia bianca lunga, anche congiuntamente, fino al 50%; altre uve bianche 15% massimo. |
| titolo alcolometrico minimo    | 11,00% vol. |
| acidità totale minima          | 4,50 g/l. |
| estratto secco minimo          | 16,00 g/l |
| resa massima di uva per ettaro | 120 q. |
| resa massima di uva in vino    | 70 % |

### Rosato
| uvaggio                        | Sangiovese 40% minimo; Cabernet Sauvignon e Merlot, anche congiuntamente, fino al 60%; altre uve nere 20% massimo. |
| titolo alcolometrico minimo    | 11,00% vol. |
| acidità totale minima          | 4,50 g/l. |
| estratto secco minimo          | 17,00 g/l |
| resa massima di uva per ettaro | 100 q. |
| resa massima di uva in vino    | 70 % |

### Ansonica
| uvaggio                        | Ansonica 85% minimo. |
| titolo alcolometrico minimo    | 11,50% vol.          |
| acidità totale minima          | 4,50 g/l.            |
| estratto secco minimo          | 16,00 g/l            |
| resa massima di uva per ettaro | 100 q.               |
| resa massima di uva in vino    | 70 %                 |

### Vermentino
| uvaggio                        | Vermentino 85% minimo. |
| titolo alcolometrico minimo    | 11,50% vol.            |
| acidità totale minima          | 4,50 g/l.              |
| estratto secco minimo          | 16,00 g/l              |
| resa massima di uva per ettaro | 100 q.                 |
| resa massima di uva in vino    | 70 %                   |

### Ciliegiolo
| uvaggio                        | Ciliegiolo 85% minimo. |
| titolo alcolometrico minimo    | 12,00% vol.            |
| acidità totale minima          | 4,50 g/l.              |
| estratto secco minimo          | 22,00 g/l              |
| resa massima di uva per ettaro | 100 q.                 |
| resa massima di uva in vino    | 70 %                   |

### Cabernet Sauvignon
È prevista la menzione superiore
|                                | Cabernet Sauvignon             | superiore                      |
| uvaggio                        | Cabernet Sauvignon 85% minimo. | Cabernet Sauvignon 85% minimo. |
| titolo alcolometrico minimo    | 12,00% vol.                    | 12,50% vol.                    |
| acidità totale minima          | 4,50 g/l.                      | 4,50 g/l.                      |
| estratto secco minimo          | 25,00 g/l                      | 25,00 g/l                      |
| resa massima di uva per ettaro | 100 q.                         | 90 q.                          |
| resa massima di uva in vino    | 70 %                           | 70 %                           |
| invecchiamento                 |                                | 18 mesi                        |

### Merlot
È prevista la menzione superiore
|                                | Merlot             | superiore          |
| uvaggio                        | Merlot 85% minimo. | Merlot 85% minimo. |
| titolo alcolometrico minimo    | 12,00 vol.         | 12,50% vol.        |
| acidità totale minima          | 4,50 g/l.          | 4,50 g/l.          |
| estratto secco minimo          | 25,00 g/l          | 25,00 g/l          |
| resa massima di uva per ettaro | 100 q.             | 90 q.              |
| resa massima di uva in vino    | 70 %               | 70 %               |
| invecchiamento                 |                    | 18 mesi.           |

### Sangiovese
È prevista la menzione superiore
|                                | Sangiovese              | superiore               |
| uvaggio                        | Sangiovese, 85% minimo. | Sangiovese, 85% minimo. |
| titolo alcolometrico minimo    | 12,00% vol.             | 12,50% vol.             |
| acidità totale minima          | 4,50 g/l.               | 4,50 g/l.               |
| estratto secco minimo          | 25,00 g/l               | 25,00 g/l               |
| resa massima di uva per ettaro | 100 q.                  | 90 q.                   |
| resa massima di uva in vino    | 70 %                    | 70 %                    |
| invecchiamento                 |                         | 18 mesi                 |

### Aleatico passito
| uvaggio                            | Aleatico 100%. |
| titolo alcolometrico totale minimo | 16,00% vol.    |
| titolo alcolometrico svolto minimo | 12%            |
| acidità totale minima              | 4,50 g/l.      |
| acidità volatile massima           | 1,70 g/l.      |
| estratto secco minimo              | xx,00 g/l      |
| resa massima di uva per ettaro     | 60 q.          |
| resa massima di uva in vino        | 40 %           |

### Ansonica passito
| uvaggio                            | Ansonica 85% minimo. |
| titolo alcolometrico totale minimo | 16,00% vol.          |
| titolo alcolometrico svolto minimo | 12,00%               |
| acidità totale minima              | 4,50 g/l.            |
| acidità volatile massima           | 1,60 g/l.            |
| estratto secco minimo              | 25,00 g/l            |
| resa massima di uva per ettaro     | 70 q.                |
| resa massima di uva in vino        | 40 %                 |